# ユニオン郡区 (アイオワ州アデア郡)
ユニオン郡区（英語：Union Township）は、アメリカ合衆国アイオワ州アデア郡にある17の郡区の一つである。2000年の国勢調査では人口248人。

## 地理
ユニオン郡区の面積は93.0平方キロメートル（35.89平方マイル）で、郡区内に基礎自治体はない。アメリカ地質調査所によると、この郡区には3つの墓地がある（Hill of Zion、Liberty、およびWilson）。